# Трутново (Куявсько-Поморське воєводство)
Трутново (пол. Trutnowo) — село в Польщі, у гміні Любево Тухольського повіту Куявсько-Поморського воєводства.
Населення — 198 осіб (2011).
У 1975-1998 роках село належало до Бидгощського воєводства.

## Демографія
Демографічна структура станом на 31 березня 2011 року:
|          | Загалом | Допрацездатний вік | Працездатний вік | Постпрацездатний вік |
| -------- | ------- | ------------------ | ---------------- | -------------------- |
| Чоловіки | 104     | 17                 | 79               | 8                    |
| Жінки    | 94      | 17                 | 55               | 22                   |
| Разом    | 198     | 34                 | 134              | 30                   |